# Gonzalo O'Farrill y Herrera
Gonzalo O'Farrill y Herrera (l'Havana, Cuba, 22 de gener de 1754 - París, França, 19 de juliol de 1831) va ser un militar i polític espanyol.

## Biografia
Membre d'una família aristocràtica cubana d'origen irlandès, fill de Ricardo O'Farrill y Herrera i María Luisa de Herrera y Chacón, estudià a l'Escola Militar d'Àvila, arribà a tinent general dels Reials Exèrcits, durant el regnat de Carles IV va lluitar a la Guerra Gran exercir importants càrrecs polítics: director del col·legi militar d'El Puerto de Santa María i del Reial Cos d'Artilleria, inspector general d'infanteria 81798), comissari regi, ministre plenipotenciari a la cort de Berlín (Prússia) en 1805, ministre de la Guerra en 1808. En abandonar Espanya Carles IV, O'Farrill va col·laborar amb el nou monarca, Josep I Bonaparte, germà de Napoleó, per la qual cosa va ser titllat d'afrancesat. Va seguir exercint de ministre de la Guerra.
Amb la derrota de França en la Guerra del francès, es va veure obligat a exiliar-se. Fins i tot els seus béns a l'Havana van ser venuts per l'Estat en virtut de segrest temporal. Encara que el rei Ferran VII d'Espanya el va rehabilitar en totes les seves ocupacions i dignitats, i li va retornar el seu patrimoni, no va tornar a Espanya. Va morir a París el 19 de juliol de 1831. Les seves restes reposen en un panteó del cementiri del Père-Lachaise.

## Obres
- Memoria sobre los hechos que justifican su conducta desde Marzo de 1808 hasta Abril de 1814